# Григор Савов
Григор (Гочо) Савов е български художник, роден през 1880 г. в Севлиево.

## Биография
Завършва ДРУ (НХА) – София, при проф. Ив. Ангелов, проф. Яр. Вешин и проф. П. Клисуров.
Един от основателите на ДЮБХ. Специализира в Художествените академии в Мюнхен и Берлин.
Работи предимно битови композиции.

## Творби
в ГХГ Пловдив
- „Къщата на хаджи Генчо в Копривщица“ [2] маслени бои, картон, 24/36, подпис долу ляво, инв. №16.
- „Българка – бежанка от Чаталджанско“.[2] маслени бои, картон, 39/18, подпис долу лясно, инв. №92.
- „Говежди пазар“ 1914 г.[2] маслени бои на платно, 91/150, подпис долу ляво, инв. №429.
- „Пред буря“ 1942 г.[3] маслени бои на платно, 67/88, подпис долу ляво, инв. №653.